# Bahía Concordia
La bahía Concordia es un accidente litoral ubicado dentro de la ría Deseado, en el Departamento Deseado, en la Provincia de Santa Cruz (Patagonia, Argentina). Corresponde a una de las tres divisiones internas que tiene la ría Deseado, estando en el extremo oeste y siendo la primera luego de la desembocadura del río del mismo nombre, se continúa la bahía Uruguay en la parte central, y la bahía Magallanes en la parte final de dicha ría. Se halla aproximadamente a 15 km en línea recta al sur de la ciudad de Puerto Deseado. 
El límite de esta bahía lo constituyen, por el este las penínsulas Stokes y Viedma, y por el oeste el islote Lobos. Dentro de esta bahía existen pocas islas si no contamos a las penínsulas Stokes y Viedma y el islote de Lobos. Tiene una profundidad de entre 8 y 10 metros, su fondo es plano, arcilloso con dominio de formas erosivas de diferente amplitud. Se registran sedimentos de granulometría muy fina  (pelitas) debido a la menor movilidad de las aguas en este tramo de la ría. Sus medidas aproximadas son 5 kilómetros de largo por 2 kilómetros de ancho máximo. En la zona de la bahía Uruguay existe una importante avifauna que suele nidificar en las islas y costas acantiladas. También se pesca tiburón gatopardo (Notorynchus cepedianus).